# 筑紫野警察署
筑紫野警察署（ちくしのけいさつしょ）は福岡県警察が管轄する警察署の一つで、福岡地区に属する。

## 所在地
福岡県筑紫野市上古賀1丁目1番1号
佐賀県道・福岡県道137号基山平等寺筑紫野線「筑紫野警察署」信号交差点角。
- 旧所在地（現行住所表示）　筑紫野市二日市中央5-3-10

## 沿革
- 1875年2月 - 甘木警察掛出張所宰府分屯所設置。
- 1877年2月25日 - 甘木警察出張所宰府分屯所から甘木警察署宰府分署に改称。
- 1877年5月 - 甘木警察署宰府分署を廃止し、福岡警察署二日市分署を設置。
- 1886年9月19日 - 福岡警察署二日市分署から二日市警察署として分離独立。
- 1948年3月7日 - 警察法施行により、国家地方警察の筑紫地区警察署と自治体警察の太宰府町警察署・二日市町警察署に分離分割。
- 1951年10月 - 筑紫地区警察署が二日市町警察署を吸収合併。
- 1954年7月1日 - 警察法の全面改正により、自治体警察と国家地方警察が一本化され、筑紫郡全域を管轄する福岡県二日市警察署として再発足。
- 1955年3月1日 - 町村合併に合わせて二日市警察署から筑紫野警察署に改称。
- 1989年1月20日 - 現在地（旧福岡県農業総合試験場跡地）に庁舎新築移転。
- 2003年8月27日 - 県下全域交番駐在所再編成により、湯町と岩戸の2駐在所を廃止。
- 2006年4月3日 - 組織改正に伴い、捜査部門の業務分掌を一部変更。
- 2014年4月1日 - 春日市、大野城市、那珂川町（現那珂川市）を新設の春日警察署の管轄に移管。同日、署長は警視正から警視の階級となった。

## 管轄区域
- 筑紫野市、太宰府市

## 組織
署長の階級は警視正。また、副署長のほかに警視相当職として、会計・生活安全・刑事・交通・地域の5管理官を課長の上に置く。
- 総務第一課
- 総務第二課
- 会計課
- 留置管理課
- 生活安全課
- 少年課
- 刑事第一課
- 刑事第二課
- 刑事第三課
- 交通第一課
- 交通第二課
- 警備課
- 地域第一課
- 地域第二課
- 地域第三課

## 交番・駐在所
（　）内は、読み・所在地。

### 筑紫野市域
- 西鉄前交番（にしてつまえ・筑紫野市二日市中央6丁目2番1号）
- 二日市駅前交番（ふつかいちえきまえ・筑紫野市二日市中央1丁目1番10号）
- 天拝交番（てんぱい・筑紫野市大字立明寺474番地の1）
- 原田交番（はるだ・筑紫野市原田4丁目16番3号）
- 御笠駐在所（みかさ・筑紫野市大字吉木2557番地の7）
- 山家駐在所（やまえ・筑紫野市大字山家4757番地の1）
- 山口駐在所（やまぐち・筑紫野市大字山口27番地の13）

### 太宰府市域
- 太宰府交番（だざいふ・太宰府市宰府3丁目1番27号）
- 水城交番（みずき・太宰府市坂本1丁目5番45号）

## 交通アクセス

### 最寄駅
- JR九州鹿児島本線 - 二日市駅（徒歩約10分）
- 西鉄天神大牟田線 - 北（福岡方面）からの場合は紫駅（徒歩約15分）で、南（筑後方面）からの場合は朝倉街道駅（徒歩約15分）と異なるので注意。

### バス
- 西鉄二日市駅およびJR二日市駅より西鉄バス2-1、2-2、2-3、3系統　「警察署前」バス停すぐ

### 車
- 県道112号線「筑紫野署東口」信号交差点を西折し、約600m先「筑紫野警察署」信号交差点角
- 県道31号線（通称・旧5号線）「原口」信号交差点を東折し、約750m先「筑紫野警察署」信号交差点角
- 九州自動車道筑紫野インターチェンジを出て「武蔵」信号交差点を直進、次の「上古賀」信号交差点を左折（北折）し、県道137号線沿い約700m先「筑紫野警察署」信号交差点角

## 春日警察署設置について
福岡市のベッドタウンとなっている上記4市1町にまたがる広域で、郊外型犯罪が多く事案件数も県内屈指の大規模警察署であった。また、管内人口と事案件数の急増から管轄区域分割の要望や陳情が以前から言われていた。このため、筑紫野警察署管轄区域を「筑紫野市・太宰府市」とし、2014年4月1日に「春日市・大野城市・筑紫郡那珂川町（現・那珂川市）」を管轄とする春日警察署を設置した。